# توربین پلتون

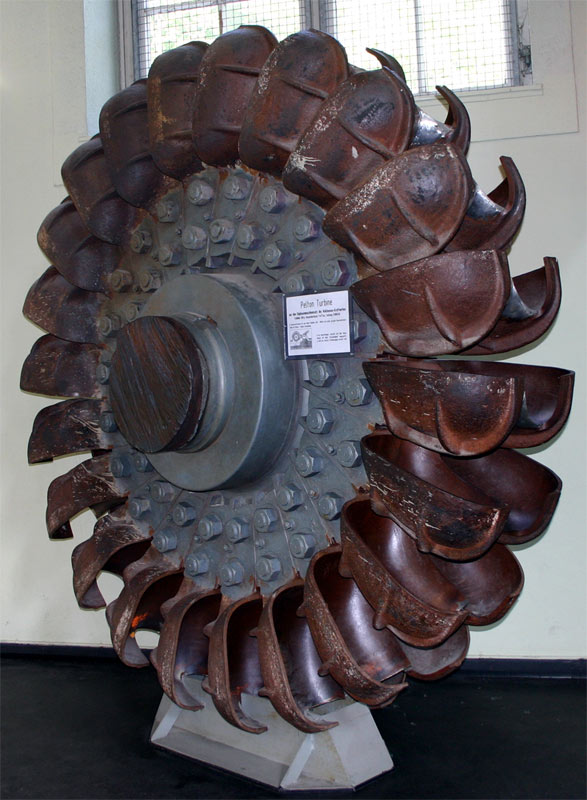
نمایی از چرخ توربین پلتون

توربین پلتون (Pelton wheel) نوعی توربین آبی است. این توربین در سال ۱۸۷۰ توسط Lester Allan Pelton ابداع شد.
این توربین از نوع ضربه‌ای است.
این توربین طبق قانون دوم نیوتن برای تولید انرژی از یک جت سیال استفاده می‌کند.
در این توربین توسط نازل‌هایی آب بافشار به صورت مماسی به کاسه‌هایی که به رانر متصل هستند برخورد کرده و رانر را می‌چرخاند. کاسه‌ها جفتی هستند، تا علاوه بر تعادل نیرویی که وارد می‌شود مومنتوم نرم و کارایی منتقل شود.